# Jucuapa
Jucuapa é um município de El Salvador, localizado no departamento de Usulután.